# Селтік (Ачадінья ді Байшу)
Селтік Футебул Клубе або просто Селтік (порт. Celtic Futebol Clube) — професіональний кабовердійський футбольний клуб в передмісті міста Прая Ачадінья ді Байшу, на острові Сантьягу.

## Стадіон
Селтік (Ачадінья ді Байшу) разом з Академікою та Травадорешем проводять свої домашні матчі на стадіоні «Ештадіу да Варжеа», який вміщує 8 000 глядачів.

## Форма та логотип
Логотип клубу зеленого та білого кольорів. Форма клубу складається з білої футболки з зеленими та яскраво-зеленими крапочками, шортів темно-зеленого кольору та білих шкарпеток для домашніх ігор. Виїзна або альтернативна форма складається з зеленої футболки з білими рукавами, зелених шортів та шкарпеток.

## Історія
Селтік (Ачадінья ді Байшу) було засновано 1 липня 1972 року.

## Історія виступів у чемпіонатах та кубках
| Сезон   | Див. | Міс. | Іг. | В | Н | П  | ЗМ | ПМ | РМ  | О  | Кубок | Суперкубок | Примітки |
| ------- | ---- | ---- | --- | - | - | -- | -- | -- | --- | -- | ----- | ---------- | -------- |
| 2013-14 | 2    | 8    | 18  | 4 | 4 | 10 | 13 | 23 | -10 | 16 |       |            |          |
| 2014-15 | 2    | 4    | 18  | 7 | 6 | 5  | 22 | 17 | +5  | 27 |       |            |          |